# Virtus Siena
La Virtus Siena è una società di pallacanestro della città di Siena, che milita in Serie B Interregionale. 
Attualmente il main sponsor della squadra è "Stosa Cucine". Prima squadra di Siena per distacco grazie anche al noto settore giovanile.

## Storia

### Le origini
La Società Sportiva Virtus Siena viene fondata il 1º settembre 1950 dal sacerdote senese don Armando Perucatti, grande promotore della pallacanestro a Siena nell'immediato dopoguerra. Inizialmente è presente solo una squadra giovanile della categoria Allievi, allenata proprio da Don Perucatti. 
Il primo campionato senior disputato dalla Virtus è quello della stagione 1953-54, la squadra è iscritta al torneo di Prima Divisione: per l'occasione viene anche inaugurato un nuovo campo di gioco in asfalto. Dopo varie promozioni la società senese arriva in Serie B nella stagione 1958-59, per restarci fino al 1965. 
La veloce ascesa della Virtus è dovuta alla grande passione del fondatore e primo presidente don Perucatti e ai giovani allenatori che si alternano alla guida della prima squadra in quegli anni: Ezio Cardaioli e Giorgio Brenci, che saranno protagonisti nell'altra principale società senese, la Mens Sana Basket, negli anni a venire.
La Virtus inizia ad avere un buon seguito, e proprio in questi anni inizia la rivalità con la Mens Sana, a causa degli infuocati derby disputati in questi anni in serie Serie B. Nel 1965-66, dopo essere stata retrocessa in Promozione, viene inaugurato il nuovo palazzetto (il primo coperto della città) grazie anche all'aiuto economico della Curia; il nuovo palazzetto, situato in via Vivaldi subito fuori le mura della città, ospita attualmente la società, ed è stato recentemente intitolato proprio al fondatore della Virtus, scomparso nel 1990. Sotto la guida di Bruno Casini arriva la promozione in serie D; la Virtus perde contro il Costone, terza squadra di Siena, lo spareggio per andare in Serie C.
Intanto la società passa nelle mani della famiglia Sclavo, proprietaria dell'omonima industria farmaceutica, che può dare una mano a don Perucatti soprattutto dal punto di vista economico.

### Gli anni '70
Nel 1968 la guida tecnica diventa Giovanni Pasqualini, dirigente dell'industria dolciaria locale Sapori; grazie a nuovi investimenti viene allestita una squadra competitiva che comporta il ritorno in Serie C, categoria nella quale la Virtus rimane sino al 1977. La permanenza è difficoltosa a causa del disimpegno della Sapori, che va a sponsorizzare la rivale Mens Sana. La Virtus riesce a mantenersi a galla grazie all'utilizzo dei giocatori del settore giovanile. Questo è l'ultimo anno con don Perucatti in panchina, che dall'anno successivo viene sostituito dal giovane Alessandro Finetti. La retrocessione arriva nel 1976-77, ma non rallenta la crescita della società rossoblù, tanto che arriva una doppia promozione nei tre anni successivi e il ritorno in Serie B nel 1979 sotto la guida di Alfredo Barlucchi. I giocatori più rappresentativi erano Fabio Giustarini, lanciato dal vivaio rossoblù e di ritorno dalla Mens Sana, Simone Gambelli, Patrizio Badini, Franco Monaci, Maurizio Piochi, Roberto Bartali, Alessandro Franci, Leonardo Frati, Paolo Neri e Fabio Bruttini, attuale presidente della società.

### Gli anni '80
Gli anni ottanta si preannunciano subito come il decennio più duro della storia della Virtus: a causa della partenza di alcuni giocatori chiave, la squadra senese retrocede subito al primo anno di permanenza in Serie B, e da lì inizia una picchiata che li porta sino alla serie D nel 1984-85. Ad allenare la squadra nelle successive cinque stagioni arriva Roberto Morrocchi, con il quale la squadra risale in serie D dopo due anni, nonostante le crescenti difficoltà economiche e il disimpegno del fondatore don Perucatti per motivi di salute (gli subentra come presidente l'avvocato Francesco Pletto). Punti di forza della squadra di quegli anni sono Luca Cantagalli, il capitano Nicola Dimitri e il giovane Filippo Tanganelli.
Inizia così un lungo periodo di permanenza in Serie C prima e in Serie C1 dopo lo sdoppiamento in due categorie; proprio in questo periodo vengono gettate le basi per i successi degli anni novanta, in quanto la Virtus assume una precisa organizzazione societaria e si impegna molto attivamente nel settore giovanile, soprattutto grazie all'impulso del minibasket sotto la responsabilità tecnica di Alessandro Finetti, già allenatore della prima squadra nel decennio precedente.

### Gli anni '90
Nel 1989 diviene presidente l'ex giocatore Fabio Bruttini, carica che ricopre attualmente. Dopo un periodo difficile viene allestita una squadra per la promozione in Serie B2. Nel 1990 scompare il fondatore don Perucatti, malato da tempo. L'anno successivo la panchina viene affidata al giovane coach senese Marco Collini, proveniente dalle giovanili della Mens Sana; al blocco della vecchia guardia vengono affiancati alcuni nomi di spicco e giovani interessanti. Nasce in questa stagione il sodalizio con l'azienda bolognese N.C.H., che resterà sponsor della Virtus per quindici stagioni.
Nelle stagioni dal 1990-91 al 1993-94 la giovane squadra di Collini può quindi maturare esperienza per le ambizioni di promozione; vengono lanciati i giovani Daniele Aprea e Federico Firmati, e a consolidare la squadra arrivano Letterio Visigalli (con trascorsi in Serie A) dalla Mens Sana e Roberto Bruttini dal Costone. L'anno successivo la Virtus centra la promozione in Serie B2; la formazione Cadetti guidata da Carlo Piperno, attuale vice-allenatore della prima squadra, arriva alle finali nazionali. Il primo anno nella serie superiore è molto positivo: la Virtus perde in casa solo una partita e arriva a un passo dalla finale per la promozione. La storia si ripete l'anno seguente: grazie anche all'arrivo di Giuseppe Valerio, reduce da molti anni di prima serie nelle file dell'Olimpia Pistoia, la società rossoblù si mantiene al primo posto per tutta la classifica regolare, perdendo però lo scontro diretto contro il San Giovanni Valdarno durante la poule promozione.
Nel 1997-98 arriva lo statunitense Rod Griffin, primo straniero nella storia della Virtus, capace di fare la differenza anche da quarantenne dopo essere stato scelto al primo giro del Draft NBA e aver militato in molte importanti formazioni italiane ed europee. L'inizio del campionato è titubante, ma dopo l'acquisto del playmaker Daniele Biganzoli la squadra decolla tanto da raggiungere nuovamente il primo posto della classifica di stagione regolare. La Virtus si gioca nuovamente la promozione contro il San Giovanni Valdarno: questa volta arriva vittoria per 91-70 e promozione in Serie B d'Eccellenza. La squadra guidata dall'allenatore Collini e dal vice Zanotti, era formata dai play Aprea, Biganzoli e Braccagni, dagli esterni Costantini, Valerio e Visigalli e dai lunghi Cencioni, Firmati, Griffin e Sulpizio.

### La Serie B d'Eccellenza

#### I primi anni e la gestione Lombardi
Nel 1998-1999 partecipa quindi al suo primo campionato di Serie B d'Eccellenza, ancora con Marco Collini in panchina; la stagione si rivela difficile: le cause sono la partenza del nucleo storico della squadra (tra cui Firmati e Aprea) e l'infortunio di alcuni giocatori-chiave come l'italo-argentino Ariel Aimaretti. Inoltre la Virtus è costretta ad abbandonare il palazzetto di Via Vivaldi (vero punto di forza negli ultimi anni, in quanto la formazione rossoblù aveva perso solo cinque volte in casa negli ultimi cinque anni), divenuto troppo piccolo, e si trasferisce nel grande palasport della Mens Sana: la salvezza arriva al secondo turno dei play-out contro la Petrarca Padova.
Dopo l'anno di consolidamento, la società si propone nuovamente obiettivi ambiziosi: per il 1999-2000 vengono ingaggiati nomi di primo livello della categoria, tra i quali spiccanno Giuseppe Falco e il play Corvo, oltre al lancio di giovani del vivaio come Giacomo Brandini e il ritorno di capitan Firmati. La stagione inizia subito in salita, con il grave infortunio a Falco e un inizio di stagione molto difficoltoso che porta la società a esonerare l'allenatore Collini, dopo dieci anni di panchina; dopo l'arrivo dello slavo Slavko Djukic la squadra si ritrova all'ultimo posto; poi l'arrivo di Gianfranco Lombardi porta una serie di sette vittorie consecutive, e il raggiungimento di un insperato posto ai playoff: la squadra senese esce al primo turno contro la forte Vigevano, dopo una serie molto combattuta.
La società guarda quindi con fiducia alla stagione successiva: per la stagione 2000-2001 viene confermato Dado Lombardi e viene allestita una squadra per raggiungere la Legadue: arrivano ottimi giocatori come Nicola Paoli, Gabriele Casalvieri, il pivot Volpato e il giovane Luca Rossi. Anche questa volta la stagione si rivela negativa: i risultati non arrivano, e coach Lombardi viene sostituito da Andrea Zanchi: l'infortunio della stella Casalvieri e le precarie condizioni fisiche dei lunghi costringono la società a intervenire sul mercato comprando due pezzi da novanta: Pace Mannion, grande tiratore con esperienze NBA e protagonista a Cantù, e Roberto Feliciangeli, in arrivo dalla Legadue. La squadra risale fino al quarto posto, ma poi crolla perdendo i playoff all'ultima giornata, dopo che come estremo tentativo di salvare la stagione era stato promosso a capo-allenatore il vice Andrea Merletti.

### 2002-2006: gli anni difficili
La salvezza ai play-out ottenuta l'anno precedente non può soddisfare la società, e per il 2001-02 arrivano il playmaker Robert Gasparotto e il pivot Damiano Brigo (due scudetti con la Virtus Bologna), che vanno ad affiancare nel quintetto di partenza i confermati Paoli, Casalvieri e Feliciangeli. Ancora una volta gli investimenti della società non vengono ripagati dal campo, e dopo dieci giornate la formazione del nuovo allenatore Marco Schiavi è ancora ferma a due punti. La promozione in prima squadra del giovane '84 Vincenzo di Viccaro e l'arrivo del forte Andrea Cattani dalla serie superiore portano a qualche vittoria, ma un nuovo calo nella parte finale della stagione porta la Virtus all'undicesimo posto finale: la salvezza arriva dopo dei soffertissimi playout, contro la Virtus Imola dopo una palpitante serie decisa dalle giocate di Brigo.
Dopo un'altra stagione deludente, la società decide di modificare la propria politica: non più grandi investimenti e grande "nomi", ma fiducia anche ai giovani del proprio settore giovanile, che nel frattempo grazie ai responsabili Maurizio Lasi (ora allenatore a Pistoia in Legadue) prima e Umberto Vezzosi poi è divenuto uno dei migliori d'Italia.
Nella stagione 2002-03 oltre a Di Viccaro, vengono inseriti anche i giovani Daniele Bruttini, Alessandro Agosta e Giovanni Coronini, protagonisti nel secondo posto ottenuto l'anno precedente dalla formazione Juniores alle finali nazionali; al gruppo di giovani vengono affiancati i confermati Luca Rossi, Brigo e nuovi acquisti come Pier Filippo Rossi e Franco Binotto sotto la guida del confermato Schiavi. La formazione, nonostante alcuni buoni successi tra le mura amiche, non riesce a vincere in trasferta e a poche giornate dal termine Umberto Vezzosi lascia il settore giovanile e assume il comando della prima squadra ultima in classifica per evitare la retrocessione in Serie B2: subito la Virtus ottiene il primo successo esterno sbancando l'infuocato parquet di Patti, e riesce a salvarsi al primo turno dei play-out. Dopo la fine della stagione arriva un incredibile scudetto juniores, guidati in panchina dal bolognese Filippo Palumbi e spinti dai quattro della prima squadra e dal promettentissimo cadetto Davide Bruttini.
L'anno successivo viene confermata la politica giovanile: viene chiamato alla guida l'allenatore biellese Federico Danna, abituato a lavorare con i giovani e viene promosso in prima squadra anche Francesco Amoni, che vanno ad affiancare i confermati Luca Rossi, Binotto e Brigo; ma ormai la società rossoblù sembra piomabata in una fase di involuzione tecnica di risultati: come le ultime stagioni i risultati sono negativi, e Umberto Vezzosi deve ancora una volta arrivare a stagione in corso per portare la squadra alla salvezza; l'arrivo dell'americano Matthew Alosa offre un leggero miglioramento, ma il dodicesimo posto finale costringe ancora la squadra ad affrontare i play-out: dopo aver perso la prima serie con la Vanoli Soresina, la salvezza arriva in una drammatica gara-3 contro la Petrarca Padova per 88-81, grazie anche a un incredibile tiro da tre a pochi secondi dalla fine del senese Farnetani, cresciuto nella Virtus ma in arrivo a gennaio da un college americano dove stava studiando.
Dopo essere subentrato per due volte a stagione in corso, Vezzosi viene confermato anche per la stagione successiva (2004-05), che si rivelerà come la più travagliata di tutte quelle di permanenza in Serie B1. Viene promosso in prima squadra il giovane Davide Bruttini, e arrivano fra gli altri la guardia Andrea Raschi, l'ala sarda Daniele Soro e l'esperto play Massimo Macaro: ancora una volta la stagione virtussina è fatta di alti e bassi, ma il livello medio delle rivali per la salvezza è cresciuto e la Virtus rischia di finire ultima e di retrocedere direttamente senza passare dai playout: solo una sconfitta casalinga nelle battute finali dell'Argenta Basket permette il raggiungimento del penultimo posto in classifica: la salvezza arriva questa volta al terzo turno dei playout (l'ultimo possibile) contro la neo-promossa Oderzo.
Nel 2005-06 a guidare la squadra viene promosso Luigi Piatti, protagonista l'anno precedente di un brillante secondo posto nelle finali nazionali Juniores, dove la formazione rossoblù fu sconfitta in un appassionante derby contro la fortissima Mens Sana di Simone Pianigiani e Luigi Datome. Partito il capitano Brigo, oltre ai confermati Bruttini, Macaro e Soro, arrivano tra gli altri il play Massimo Gattoni e la guardia Francesco Gori e vengono lanciati i giovani Marco Giuri e Roberto Rullo. Ancora una volta una brutta partenza e la mancanza di fiducia da parte dello spogliatoio, oltre che la partenza di Davide Bruttini destinato alla Fortitudo Bologna costano il posto a Piatti, sostituito dal brindisino Marco Binetti; grazie anche all'arrivo nel mercato di riparazione del pivot Binetti, arriva un piazzamento finale sulla falsariga delle stagioni precedenti (13°) e una salvezza ottenuta al primo turno dei play-out.

### Il "miracolo" di Salieri (2006-2008)
Dopo 8 anni di prestazioni altalenanti e risultati insoddisfacenti, la società decide di cambiare radicalmente: per il 2006-07 viene chiamato ad allenare la formazione senese Stefano Salieri, allenatore di Castel San Pietro Terme reduce da buone stagioni tra Imola e Veroli; il Monte dei Paschi di Siena diventa sponsor con l'abbinamento Montepaschivita e la squadra ritorna al palasport della Mens Sana dopo un paio di anni di esilio a Colle di Val d'Elsa. Viene allestita una formazione molto giovane (l'età media è la più bassa del torneo), che non riscuote nessun credito presso gli addetti ai lavori prima della stagione: inoltre, a causa di una riforma nel numero di squadre della B1, il numero delle retrocessioni è doppio rispetto agli anni precedenti (quattro per girone invece che due) e alla formazione senese vengono date poche chance di restare in categoria. La rosa è formata dai playmaker Fabio Avanzini e Nicola Mei, dalle guardie Andrea Raschi (di ritorno dopo due anni), Gianluca Tomasiello, Filippo Alessandri (proveniente dalle giovanili), dalle ali Thomas De Min, Federico Pugi e Francesco Amoni (già protagonista nella vittoria dello scudetto Juniores) e dai pivot Emanuele Rossi e Francesco Bacchi. Nonostante le premesse negative (e l'infortunio subito da Mei dopo poche giornate) la formazione di Salieri disputa un ottimo campionato, facendosi notare per la difesa molto aggressiva che mette in difficoltà anche squadre attrezzate per la promozione. Dopo molti anni negativi, finalmente la squadra disputa un'ottima stagione (per la prima volta dopo sette anni non vi è un cambio di allenatore durante la stagione) e con il settimo posto finale si conquista un insperato accesso ai play-off; i giocatori che più si fanno notare sono Tomasiello, il giovane De Min e soprattutto Rossi che domina sotto canestro. L'avversario al primo turno è la forte Reyer Venezia; la Virtus disputa due ottime partite, ma esce sconfitta da entrambe per pochi punti. Finisce così la migliore stagione della società fino a quel momento nella sua storia di Serie B d'Eccellenza, con qualche recriminazione per l'occasione sprecata ai playoff; l'ottima stagione disputata vale la chiamata di Fabio Avanzini, Andrea Raschi, Federico Pugi ed Emanuele Rossi in Legadue per la stagione successiva.
L'allenatore Stefano Salieri viene naturalmente confermato per il 2007-2008; oltre a lui restano anche il capitano Gianluca Tomasiello e Thomas De Min: a rinforzare la squadra arrivano nomi di primo livello come il bomber sangiovannese Marco Evangelisti e l'ala Daniele Casadei, oltre ai playmaker Luca Furlanetto e Federico Zambrini e ai giovani Giancarlo Ferrero, Marco Ammannato; aggregati alla prima squadra figurano anche gli Under19 Gianni Terrosi, Manuel Diomede e Davide Visigalli. L'inizio del campionato è leggermente titubante, con due sconfitte in tre partite e un Marco Evangelisti non ancora perfettamente integrato; ma alla quarta giornata la vittoria contro la forte Brindisi sblocca la squadra che inanella una serie di dieci vittorie in undici partite, tra le quali spiccano le vittorie contro Trapani e Osimo, oltre al travolgente successo per 122-68 contro Gragnano (con 47 punti di Evangelisti); grandi protagonisti del girone d'andata, chiuso dalla Virtus con uno storico primo posto, sono, oltre a Evangelisti, Gianluca Tomasiello, vero allenatore in campo della squadra, il sorprendente Ferrero e la riserva Furlanetto che regala due vittorie con due tiri da tre allo scadere. Il trend positivo non si interrompe nel girone di ritorno: da segnalare soprattutto la vittoria contro Ferentino per 83-81, con Casadei che a cinque secondi dalla fine ruba palla all'esperto Stefano Rajola e va a segnare i due punti della vittoria in contropiede; a due giornate dal termine, la Virtus è prima contro tutti i pronostici, ma anche a causa di alcuni infortuni occorsi a Casadei e a Furlanetto (oltre a Zambrini assente per la maggior parte della stagione), arrivano due sconfitte consecutive che fanno scendere la formazione rossoblù al terzo posto, comunque miglior risultato della sua storia.
Al primo turno dei play-off, la formazione senese affronta la "bestia nera" Bawer Matera, l'unica dalla quale ha perso entrambe le partite in stagione regolare: la Virtus chiude agilmente la serie per 2-0, vincendo la prima partita a Matera 78-73 e chiudendo la serie in casa per 92-79; grandi protagonisti nella serie: Marco Evangelisti (30,5 punti di media nelle due partite) e Thomas De Min. L'avversaria nelle semifinali è la fortissima Banca Nuova Trapani, sempre vincente tra le mura amiche; al numeroso gruppo degli infortunati si aggiunge anche la rivelazione Ferrero: con le rotazioni ridotte al minimo, la stanchezza si fa sentire e la panchina lunghissima di Trapani si rivela decisiva; la serie si chiude con un secco 3-0 per la formazione sicula, ma la Virtus vende cara la pelle in tutte le partite, chiuse con uno scarto inferiore ai 10 punti (62-74, 76-79, 71-77). Si chiude così quella che di gran lunga è la stagione migliore della Virtus Siena.
Nel frattempo la Virtus ha conquistato la Coppa Italia di Serie B d'Eccellenza, il successo più prestigioso nella storia della società: nella final four disputata al Palalido di Milano il 19-20 marzo 2008 la formazione senese ha sconfitto in semifinale Treviglio per 72-65 e in finale proprio Trapani per 88-73, con Gianluca Tomasiello MVP della partita.

### Dal 2008 al 2012
L'anno successivo (2008-09) Stefano Salieri lascia la Virtus e al suo posto viene chiamato l'allenatore Marcello Billeri. La società prosegue nel suo lavoro di crescita e vengono confermati il capitano Gianluca Tomasiello, Luca Furlanetto, Federico Zambrini, Thomas De Min e il fortissimo Daniele Casadei. Dal mercato la Virtus prende l'ala Fabio Marcante, il playmaker David Cournooh e il pivot Gino Cuccarolo più alcuni giovani inseriti dal settore giovanile. L'annata è straordinaria e dopo un avvio non semplice inizia una cavalcata che porta la Virtus Siena alla finale Play-off contro Latina, dopo aver sconfitto le corazzate Ferentino e Casalpusterlengo, e che vede soccombere i rossublù solo in gara5. In estate, complice il fallimento della Fortitudo Bologna, la Virtus ha la possibilità di essere ripescata in Lega2, ma non può accettare per alcuni problemi burocratici, rimanendo così nella terza serie nazionale. Anche l'annata del settore giovanile è ottima, con la vittoria dello scudetto U15 Eccellenza a Bormio, guidati in panchina da Umberto Vezzosi e in campo dai talentuosi Matteo Imbrò e Corrado Bianconi.
Nella stagione 2009-10 Marcello Billeri è confermato alla guida della squadra che è composta ancora dal capitano Gianluca Tomasiello, dal pivot Gino Cuccarolo, da Daniele Casadei oltre agli acquisti Andreaus, Carenza, Derraa e Portannese, oltre all'inserimento dei giovani Bianconi, Imbrò, Altieri e Mirone. La stagione è estremamente positiva, poiché la Virtus arriva di nuovo ai Play-off, anche senza il suo leader Gianluca Tomasiello, infortunatosi durante il campionato.
Il 2010-11 si apre con il ridimensionamento del budget, oltre alla difficoltà del campionato che prevede ben 12 retrocessioni. Agli ordini di coach Marcello Billeri ci sono ancora il capitano Gianluca Tomasiello, Daniele Casadei, Davide Andreaus e Matteo Imbrò, oltre agli innesti Riccardo Casagrande, Davide Bozzetto e Stefano Spizzichini. La stagione è difficile e alla fine del girone di andata viene esonerato il coach Marcello Billeri, sostituito dal ritorno a Siena di Stefano Salieri che inserisce il forte pivot classe '94 Amedeo Tessitori e due esperti giocatori della categoria: Marco Portannese e Stefano Rabaglietti. Quando sembra che le sorti della Virtus possano risollevarsi ecco che l'infortunio a Daniele Casadei affossa le speranze rossoblù, che retrocedono all'ultima giornata dopo la sconfitta contro la ZeroUno Torino.
Il 22 aprile 2011 la società Virtus Siena ufficializza la presentazione della richiesta per la wild card per partecipare al campionato di sviluppo 2011-12, ma la richiesta non viene accettata e la Virtus può partecipare al campionato di sviluppo 2011-12 solo grazie al ripescaggio.
Nel settore giovanile intanto la Virtus Siena conquista lo scudetto U17 Eccellenza grazie al lavoro svolto durante l'anno da Umberto Vezzosi che conquista il suo secondo scudetto insieme a Imbrò, Bianconi e Tessitori, tre dei giocatori più importanti che portano la Virtus in finale anche del campionato U19 Eccellenza, sconfitti dalla forte Benetton Treviso, grazie al Bulgaro Ivanov e ad Armin Mazic.
Per il campionato 2011-12 la squadra viene affidata al giovane Matteo Mecacci, vice di Billeri e Salieri e allenatore degli U19 Eccellenza. Ancora una volta il budget è molto ristretto e la società mette a disposizione di Mecacci solo due senior: Nicola Mei e Stefano Simeoli, a cui vengono affiancati i giovani Tessitori, Bianconi, Cucco, Olleia, Pascolo, Bernardi, Mirone, Rovere e Gabriele Spizzichini in prestito dalla Virtus Bologna.
Dopo il buon inizio con le vittorie in trasferta contro Fabriano e Chieti, oltre alla vittoria tra le mura amiche con Latina arriva anche la vittoria nello scontro diretto contro Santarcangelo, grazie a una tripla allo scadere di Cucco. Alla fine del girone di andata la Virtus è quarta nella Division Nord-est e inizia il girone di ritorno con la vittoria in casa contro la Liomatic Perugia e la vittoria a Capo d'orlando, campo imbattuto da ben 4 anni. Da lì però arrivano 7 sconfitte consecutive che fanno sprofondare la Virtus in fondo alla classifica; la società corre ai ripari e ingaggia il playmaker Simone Bonfiglio e l'ala Andrea Colli.
Si torna così alla vittoria in casa contro Pavia, Torino e Recanati le sconfitte negli scontri diretti con la Brandini Firenze e Santarcangelo condannano la Virtus all'ultimo posto nella Division Nord-est.
Al primo turno Play-out la Virtus incontra proprio la Brandini Firenze con cui però esce sconfitta 0-2 nella serie e va a giocarsi la salvezza contro la SBS Castelletto. In gara-1 la Virtus perde 78-73 ma a Siena i ragazzi di Mecacci riescono a imporsi per 88-74, riuscendo a portare la serie a gara-3. Nell'ultima occasione per salvarsi la Virtus spreca molto e pur riuscendo a stare avanti per 39' non riesce a chiudere la serie nei 40' andando al supplementare con i due lunghi Tessitori e Colli fuori dal campo. Nel supplementare la maggiore esperienza dei padroni di casa ha la meglio sui giovani rossoblù che escono sconfitti 77-70 e retrocedono in Divisione Nazionale B.
Nella stagione 2012-13 la Virtus torna in DNB ed affida la propria squadra a Umberto Vezzosi, mentre il nuovo responsabile è Egidio Bianchi, che costituisce un gruppo interamente di ragazzi, affiancati dalla conferma di Colli sotto canestro e dal ritorno di Alessandri, cresciuto nelle giovanili virtussine, mentre Tessitori viene ceduto a Sassari che lo gira a Forlì in Legadue per fargli fare esperienza. L’inizio, dopo il successo a Civitanova, non è dei migliori con una serie di sconfitte in casa ma, dopo la vittoria esterna nel derby con il Costone (a oltre 20 anni di distanza dall’ultimo), la Virtus inizia a crescere e a gennaio, con l’innesto del cavallo di ritorno Thomas De Min (in rossoblu dal 2006 al 2009), scala le posizioni in classifica. Nel girone di ritorno i rossoblu sono virtualmente primi in classifica insieme alla corazzata Ravenna (imbattuta nelle prime 20 giornate) e alla matricola terribile Cento. I play-off vengono raggiunti proprio all’ultima giornata con il successo a Rimini ed al primo turno l’avversario è la Computer Gross Empoli. Le due squadre danno vita a tre partite accesissime che vedono il successo finale dei rossoblu in gara 3 sul parquet empolese. In semifinale la Consum.it si trova di fronte l’Affrico Firenze e stavolta i virtussini devono soccombere davanti alla maggiore esperienza degli avversari. Anche la stagione giovanile è ricca di soddisfazioni con gli Under 19 che arrivano ai quarti di finale, mentre gli under 17, trascinati da Pierfrancesco Oliva, raggiungono a sorpresa la finalissima, dove vengono sconfitti da Milano per 58-55, e gli under 14 si qualificano per le finali di Bormio, arrivando ai quarti di finale.

### Dopo il Monte
Nell'annata 2013-14 la crisi del Monte dei Paschi colpisce profondamente lo sport senese e la Virtus, complice il mancato rinnovo dello sponsor Consum.it, decide di autoretrocedersi in C regionale. La squadra quindi viene composta interamente da ragazzi usciti dal vivaio rossoblu ed affidata a Federico Vignola, mentre Vezzosi resta alla guida delle giovanili. A dicembre dopo il derby casalingo perso con il Costone Vignola viene prima affiancato e, dopo una gara in coabitazione, sostituito da Daniele Ricci alla guida della squadra. La modifica della formula a stagione in corso, con sei promozioni invece di due sole, e l’inserimento in rosa di Simone Lenardon, cambiano le prospettive della squadra che, dopo aver perso la finale di Coppa Toscana, ritrova proprio i grossetani nella finale play-off- Stavolta il risultato è diverso, i rossoblu vincono la serie 3-1 e salgono subito in C Nazionale, mettendo in mostra il talento emergente Luca Severini.
Nella serie superiore (2014-15) la Virtus non sfigura, anche per l’innesto del giovane Ferdinando Nasello e la crescita di Gerlando Imbrò, Gianmarco Olleia, Franci Zeneli e del capitano Federico Bianchi. A Natale dopo il successo interno contro San Miniato la Virtus, che da questa stagione è sponsorizzata “La Sovrana Pulizie”, è addirittura al primo posto. Al termine della stagione regolare la formazione allenata da Ricci raggiunge il terzo posto, l’ultimo utile per i play-off, dove solo per la peggior differenza canestri con Vicenza, non si qualifica per lo spareggio promozione. A livello giovanile fa notizia la formazione Under 19 allenata da Vezzosi e gestita insieme alla rinata Mens Sana, esperienza che però non avrà un seguito. Al termine della stagione Vezzosi e la Virtus si separano consensualmente dopo 16 anni e la società di piazzetta Don Perucatti chiude anche l’esperienza della foresteria.
Il 2015-16 sulla panchina rossoblu arriva Francesco Braccagni in un campionato che vede addirittura tre fasi. La Fip infatti ha riunito le squadre di C Nazionale e C regionale, con i rossoblu che si ritrovano ad affrontare il Costone, stavolta sconfitto in entrambe le occasioni. Al termine della prima fase i rossoblu si guadagnano l’accesso alla C Gold, nella seconda si qualificano per la poule promozione e nella terza arriva una sorprendente promozione in serie B con un turno di anticipo, grazie alla vittoria in casa con Tolentino. Dopo sole tre stagioni la Virtus torna dove era prima, ma senza l’apporto economico del colosso MPS, un traguardo davvero impensabile. Grande soddisfazione anche per la Finale Nazionale Under 20 Elite raggiunta dalla formazione allenata da Maurizio Tozzi, segno di un vivaio sempre produttivo anche con il nuovo responsabile Carlo Piperno.
In B la Virtus guidata da Braccagni gioca la stagione 2016-17 da combattente, condita da tanti successi interni al PalaCorsoni (Il PalaPerucatti non è omologato per la serie B). L’arrivo dal Costone di Alessandro Nepi, oltre che quello dell’ex mensanino Lorenzo Bruno, danno profondità al roster, ma l’annata si conclude con un’amara retrocessione ai play-out. I rossoblu infatti arrivano a pari merito con Varese, ma sono dodicesimi per differenza canestri e sono quindi costretti a giocare i play-out contro Oleggio, che vince lo spareggio 2-0. Come parziale soddisfazione ci sono i risultati del settore giovanile, che vede la conquista dei titoli regionali per le formazioni Under 13, Under 16 regionali e Under 20 elite.
Nella stagione 2017-18 la retrocessione porta la separazione da Braccagni e al suo posto la guida tecnica viene assegnata a Maurizio Tozzi, già assistente ai tempi di Ricci, coadiuvato da Edoardo Ceccarelli, nello staff della prima squadra dalla stagione 2013-14. La Sovrana Pulizie, che ha inserito Pucci e Simeoli al posto dei partenti Nasello e Bruno, conduce una stagione di vertice fin dall’inizio, giocandosi il primo posto con il Pino Firenze, l’avversaria principale di queste stagioni. I fiorentini vincono la finale di Coppa Toscana contro i rossoblu, ma nel girone di ritorno di campionato il successo senese al Palacoverciano consegna il primo posto alla Virtus, con il vantaggio del fattore campo per tutti i play-off. Nella fase finale i rossoblu si sbarazzano con un secco 2-0 sia di Agliana che di Castelfiorentino ed in finale trovano la Pielle Livorno, trascinata da un numero di tifosi incredibile per la categoria (più di duemila persone a Livorno), e capace di eliminare Firenze nei quarti di finale. La finale è tiratissima, con la Virtus che vince gara 1 in rimonta, mentre in gara 2 Livorno espugna il PalaCorsoni, anche per l’infortunio a Simeoli per un colpo di Toppo, poi squalificato per due giornate. A Livorno la squadra di Tozzi compie l’impresa in gara 3 e, dopo la sconfitta in gara 4, si gioca la promozione in una calda domenica di giugno al PalaCorsoni. La Sovrana Pulizie gioca una partita quasi perfetta davanti ad una cornice di pubblico straordinaria e ottiene la promozione in B, terza promozione assoluta nelle ultime 5 stagioni.
Il ritorno in B nell'annata 2018-19 è ancora più complicato rispetto alla stagione 2016-17. La Virtus, affidata sempre a Maurizio Tozzi e allestita dal direttore sportivo Gabriele Voltolini, sempre più importante all’interno della società dopo che Egidio Bianchi è diventato presidente della Legabasket, soffre oltremodo il ritiro dall’attività agonistica di Simone Lenardon, i cui sostituti Simone Orsini e Alessandro Maccaferri non producono il rendimento sperato. Alla fine i rossoblu si piazzano al quindicesimo posto e giocano i playout contro Montecatini ma, nonostante una crescita nel finale di stagione con l’utilizzo di Nepi da play, non riescono ad evitare la retrocessione, perdendo la serie 3-0. A stemperare la delusione ci pensa il settore giovanile, con le Finali Nazionali raggiunte dagli Under 15 eccellenza con coach Andrea Spinello, ed il titolo regionale degli Under 20 di Edoardo Ceccarelli, capaci di vincere in finale contro la Mens Sana di coach Maurizio Lasi.
Il 20 Novembre 2022 dopo una lunga attesa di 57 anni, la Virtus torna a giocare il derby contro la Mens Sana, valevole per la nona giornata del girone di andata del campionato di Serie C Gold 2022-2023: al PalaPerucatti dopo il dominio biancoverde nel primo tempo, i rossoblu di coach Franceschini riescono a compiere un'incredibile rimonta fino al 69-64 finale.

## Palmarès

### Competizioni nazionali
- Coppa Italia LNP: 2

2007-08, 2010-11

### Giovanili
- Campionati italiani giovanili di pallacanestro: 12

Juniores: 1 (2003)
Under 15: 1 (2009)
Under 17: 1 (2011)

## Sponsor ufficiali
- - 1990 : Cras
- 1991 - 2003 : N.C.H.
- 2004 - 2006 : Monte Paschi Vita
- 2007 - 2012 : Consum.it
- 2013 - 2018: La Sovrana Pulizie
- 2019 - 2022 : Acea
- 2022 - attuale : Stosa Cucine

## Settore giovanile
La società senese vanta numerose finali nazionali raggiunte in varie categorie soprattutto dal 2000 in poi. Spiccano tre trofei importanti lo Scudetto Juniores nella stagione 2002-03, lo Scudetto Under15 eccellenza nella stagione 2008-09 e lo scudetto under 17 2010-2011, oltre a quattro finali assolute raggiunte: tre Juniores e una Under21. In totale le Finali Nazionali raggiunte sono 24, 23 delle quali negli ultimi dieci anni.